# Zhongshan, Dalian
Zhongshan är ett stadsdistrikt i Dalian i Liaoning-provinsen i nordöstra Kina. Det ligger omkring 350 kilometer sydväst om provinshuvudstaden Shenyang. 
1. ↑  http://www.geohive.com/cntry/cn-21.aspx